# エドゥアルト・ライヒェナウ

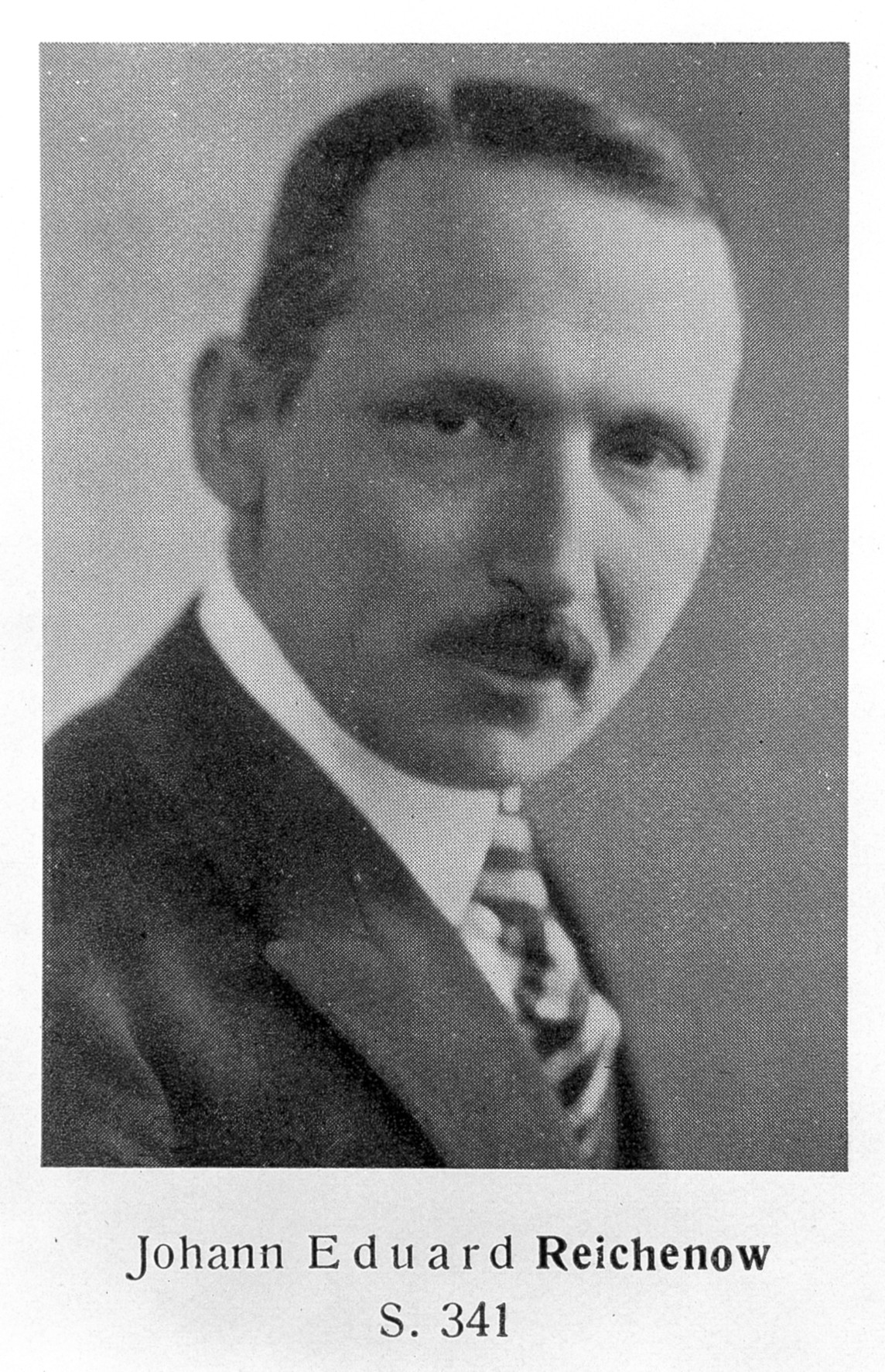
エドゥアルト・ライヒェナウ

エドゥアルト・ライヒェナウ（Johann Eduard Reichenow、1883年7月7日 - 1960年3月23日）は、ドイツの原生動物学者である。

## 略歴
ベルリンに鳥類学者のアントン・ライヒェナウ（Eugen Georg Anton Reichenow）の息子に生まれた。母方の祖父のキャバニス（Jean Louis Cabanis）も鳥類学者である.。ハイデルベルク大学、ベルリン大学、ミュンヘン大学で自然科学を学び、ミュンヘン大学で博士号を得た。発生学の分野で功績をあげた動物学者のリヒャルト・ハートヴィッヒ（Richard von Hertwig）の助手を務めた後、帝国原生動物保健局（Kaiserlichen Gesundheitsamt der Protozoologie）で働いた。カメルーンの病院でアフリカ睡眠病の病原体となる原虫を探索し、大型類人猿のマラリア原虫を発見した。
1921年から1953年までハンブルク熱帯研究所の所長を務め、1921年からハンブルク大学の動物学の教授を務めた。熱帯医学の専門誌、"Zeitschrift für Tropenmedizin, dem Zentralblatt für Bakteriologie" や寄生生物の専門誌 "Zeitschrift für Parasitenkunde"の編集者も務めた。
1984年からドイツ原生動物学会(Deutsche Gesellschaft für Protozoologie)は原生動物学に貢献した人物に贈る賞、エドゥアルト・ライヒェナウ・メダル（Eduard-Reichenow-Medaille）を設けた。日本人では1993年に樋渡宏一（石巻専修大学教授）が受賞している

## 著作
- Franz Theodor Dofleinと共著: Lehrbuch der Protozoenkunde; eine Darstellung der Naturgeschichte der Protozoen mit besonderer Berücksichtigung der parasitischen und pathogenen Formen, 5. Auflage, G. Fischer, 1928
- Grundriss der Protozoologie für Ärzte und Tierärzte, J. A. Barth, Leipzig 1943